# 馬丁·萊爾德
馬丁·萊爾德（英語：Martin Charles Campbell Laird；1982年12月29日—）是蘇格蘭的一位高爾夫球運動員。他現在參加PGA巡迴賽的賽事。他已經贏得過兩個PGA巡迴賽賽事的冠軍。在羅素·諾克斯參加PGA巡迴賽之前，他是唯一一位參加PGA巡迴賽的蘇格蘭高爾夫球運動員。